# Банфи (Борша)
Замъкът Банфи в Борша (на румънски: Castelul Bánffy din Borşa) е замък на благородническия род Банфи, намиращ се край село Борша, окръг Клуж, Румъния.
Създаден е през 18 век в стил необарок и неоласика. По времето, през което тези земи са принадлежали към Унгария, замъкът е бил една от собственостите на рода Банфи. През 1957 г. е превърнат в болница за хронично психично болни, а от 2003 г. е собственост на окръжен съвет Клуж. Реставриран е и е в процес на отваряне за посетители.